# Anneke Blok
Anneke Blok (Rheden, 24 de dezembro de 1959) é uma atriz holandesa. Ela ganhou o prêmio Bezerro de Ouro de Melhor Atriz em 2008 por sua atuação como Anne no filme Tiramisu (2008). Ela é irmã da roteirista Marnie Blok.

## Filmografia parcial
| Ano  | Título             | Papel               | Nota(s) |
| ---- | ------------------ | ------------------- | ------- |
| 1990 | Vigour             |                     |         |
| 1996 | Another Mother     |                     |         |
| 1997 | Freemarket         |                     |         |
| 1999 | Man, Vrouw, Hondje | Tante Connie        |         |
| 2003 | Sea of Silence     |                     |         |
| 2005 | Winky's Horse      | Juf Sigrid          |         |
| 2006 | Keep Off           | mãe de Jordi        |         |
| 2007 | Alles is Liefde    | Simone Coelman      |         |
| 2008 | Winter in Wartime  | Moeder van Beusekom |         |
| 2008 | Tiramisu           | Anne                |         |
| 2013 | Soof               | Hansje              |         |
| 2019 | Open Seas          | Moeder Philip       |         |
| 2022 | Silverstar         | Jenny               |         |